# Armorial de la maison de Savoie
Cette page donne les armoiries (figures et blasonnements) des princes de la maison de Savoie. 

## Chefs de la maison de Savoie
| Figure | Nom du prince et blasonnement |
| Ancienne armoiries de Savoie · Ancienne armoiries de Savoie écu moderne · Armoiries de Savoie 1180 · Armoiries de Savoie 1180 écu moderne            | comtes de Savoie Premières armes hypothétiques : d'or à l'aigle de sable. Armes attestées à partir de Thomas Ier (1177 † 1233) : de gueules à la croix d'argent. |
| Héraldique origine saxonne dela maison de Savoie · Armoiries de Savoie 1563 · Armoiries de Savoie 1630                                               | ducs de Savoie La puissance de la famille augmentant, les comtes de Savoie prétendirent descendre de la maison de Saxe et inclurent dans leurs armes le quartier suivant : parti au 1 de gueules au cheval effrayé d'argent, au 2 fascé d'or et de sable de huit pièces au cancrelin de sinople posée en bande brochant sur le tout et enté en pointe d'argent à trois bouterolles au bout d'épée faites en croissant de gueules malordonnées composé des armes de Westphalie, Saxe et Angrie. Le duc Emmanuel-Philibert (1528 † 1580) écartèle ces armes de Saxe avec le Chablais et Aoste, en mettant la Savoie sur le tout : écartelé, en 1 et 4 parti au 1 de gueules au cheval effrayé d'argent, au 2 fascé d'or et de sable de huit pièces au cancrelin de sinople posée en bande brochant sur le tout et enté en pointe d'argent à trois bouterolles au bout d'épée faites en croissant de gueules malordonnées, en 2 d'argent semé de billettes de sable au lion de même brochant sur le tout, en 3 de sable au lion d'argent ; sur le tout de gueules à la croix d'argent. Le duc Victor-Amédée Ier (1587 † 1637) reçoit en 1630 Montferrat. Tl en profite pour ajouter à ses armes d'autres prétentions : le royaume de Chypre-Jérusalem, le comté de Genève : écartelé, en I contre-écartelé au 1 d'argent à la croix potencée d'or cantonné de quatre croisettes de même, en 2 burelé d'azur et d'argent de dix pièces au lion de gueules armé lampassé et couronné d'or brochant sur le tout, au 3 d'or au lion de gueules armé lampassé et couronné d'azur et au 4 d'argent au lion de gueules armé lampassé et couronné d'or en II grand-quartier parti au 1 de gueules au cheval effrayé d'argent, au 2 fascé d'or et de sable de huit pièces au cancrelin de sinople posée en bande brochant sur le tout et enté en pointe d'argent à trois bouterolles au bout d'épée faites en croissant de gueules malordonnées, en III grand-quartier parti en 1 d'argent semé de billettes de sable au lion de même brochant sur le tout et en 2 de sable au lion d'argent, en IV grand-quartier parti en 1 à cinq point d'or équipolé à quatre points d'azur au 2 d'argent au chef de gueules ; sur le tout de gueules à la croix d'argent. |
| Armoiries de Sardaigne 1720 · Armoiries de Sardaigne 1815                                                                                            | rois de Sardaigne En 1720, le duc de Savoie Victor-Amédée II reçoit le royaume de Sardaigne : écartelé, en I contre-écartelé au 1 d'argent à la croix potencée d'or cantonné de quatre croisettes de même, en 2 burelé d'azur et d'argent de dix pièces au lion de gueules armé lampassé et couronné d'or brochant sur le tout, au 3 d'or au lion de gueules armé lampassé et couronné d'azur et au 4 d'argent au lion de gueules armé lampassé et couronné d'or en II grand-quartier parti au 1 de gueules au cheval effrayé d'argent, au 2 fascé d'or et de sable de huit pièces au cancrelin de sinople posée en bande brochant sur le tout et enté en pointe d'argent à trois bouterolles au bout d'épée faites en croissant de gueules malordonnées, en III grand-quartier parti en 1 d'argent semé de billettes de sable au lion de même brochant sur le tout et en 2 de sable au lion d'argent, en IV grand-quartier parti en 1 à cinq point d'or équipolé à quatre points d'azur au 2 d'argent au chef de gueules ; sur le tout d'argent, à la croix de gueules, cantonnée de quatre têtes de maures de sable, tortillées d'argent ; sur le tout du tout de gueules à la croix d'argent. En 1815, le roi Victor-Emmanuel Ier reçoit Gênes. Il en profite pour simplifier ses armes : écartelé, en 1 d'argent, à la croix de gueules, cantonnée de quatre têtes de maures de sable, tortillées d'argent, en 2 grand quartier parti en 1 burelé d'azur et d'argent de dix pièces au lion de gueules armé lampassé et couronné d'or brochant sur le tout et en 2 d'argent à la croix potencée d'or cantonné de quatre croisettes de même, en 3 grand quartier d'argent à la croix de gueules et en 4 grand quartier de gueules à la croix d'argent brisé d'un lambel d'azur, sur le tout d'or à l'aigle de sable, sur le tout du tout de gueules à la croix d'argent. |
| Armoiries de Charles Albert de Savoie · Armoiries de Sardaigne 1831                                                                                  | Carlo-Alberto di Savoia-Carignano, prince de Piémont (1800), comte de l'Empire (1814), roi de Sardaigne et duc de Savoie (1831-1849), Réfugié à Paris en 1814, Napoléon Ier le fit comte de l'Empire et le dote de biens à titre viager. L'usage des armes traditionnelles de la maison de Savoie lui fut défendu par les autorités impériales, le Conseil du sceau et des titres lui attribua pour armes : De gueules au cheval effaré d'argent ; au canton des Comtes Propriétaires brochant. « Le cheval effaré d'argent » semble être une reprise des armes de Basse-Saxe, que les ducs de Savoie avaient ajouté aux leurs, prétendant, depuis le XVIe siècle, être issus de la maison de Saxe. En 1831, Charles-Albert de Savoie Carignan hérite de la Sardaigne. Il reprend les armes de 1720 en ajoutant plusieurs quartiers (Gênes, Nice, Piémont et Saluces) : écartelé, en I contre-écartelé au 1 d'argent à la croix potencée d'or cantonné de quatre croisettes de même, en 2 burelé d'azur et d'argent de dix pièces au lion de gueules armé lampassé et couronné d'or brochant sur le tout, au 3 d'or au lion de gueules armé lampassé et couronné d'azur et au 4 d'argent au lion de gueules armé lampassé et couronné d'or en II grand-quartier parti au 1 de gueules au cheval effrayé d'argent, au 2 fascé d'or et de sable de huit pièces au cancrelin de sinople posée en bande brochant sur le tout et enté en pointe d'argent à trois bouterolles au bout d'épée faites en croissant de gueules malordonnées, en III grand-quartier contre-écartelé en 1 d'argent semé de billettes de sable au lion de même brochant sur le tout, en 2 d'argent à la croix de gueules, en 3 de sable au lion d'argent et en 4 d'argent à l'aigle couronnée de gueules au vol abaissé, empiétant une montagne de trois coupeaux de sable issant d'une mer d'azur mouvant de la pointe et ondée d'argent, en IV grand-quartier contre-écartelé en 1 de gueules à la croix d'argent brisé d'un lambel d'azur, en 2 à cinq point d'or équipolé à quatre points d'azur en 3 d'argent au chef de gueules et en 4 d'argent au chef d'azur ; sur le tout d'or à l'aigle de sable ; sur le tout du tout de gueules à la croix d'argent ; sur le tout en chef d'argent, à la croix de gueules, cantonnée de quatre têtes de maures de sable, tortillées d'argent. |
| Petites armoiries du Royaume d'Italie (1890) · Grandes armoiries du Royaume d'Italie (1870-1890) · Grandes armoiries du Royaume d'Italie (1890-1946) | rois d'Italie Avec l'unification de l'Italie (1861), les rois reviennent à leurs armes d'origine : de gueules à la croix d'argent. |

## Branches cadettes
| Figure                                                                                        | Nom des branches ou du prince et blasonnement |
| Blason du duché du Piémont                                                                    | Savoie-Piémont (seigneurs de Piémont), issus de Thomas II (1199 † 1259), fils de Thomas III. de Savoie, à la croix d'argent, à la cotice d'argent brochant sur le tout. Le dessin des armes conduit plutôt au blasonnement suivant : de Savoie, à la croix d'argent, au lambel d'azur à trois pendants posé en chef. |
| Blason de la maison de Savoie-Vaud                                                            | Savoie-Vaud, à partir de 1303, avec Louis II de Vaud. de Savoie au bâton componé d'or et d'azur, |
| Blason de Savoie-Achaie                                                                       | Savoie-Achaïe (seigneurs de Piémont et prince d'Achaïe), issus de Philippe Ier de Piémont (1278-1334), fils de Thomas Ier. de Savoie au bâton d'azur brochant sur le tout. |
| Blason de Charlotte de Savoie                                                                 | Charlotte de Savoie (1445 † 1483), fille de Louis Ier, duc de Savoie, mariée en 1451 à Louis XI (1423 † 1483) mi-parti, en 1 de France moderne, qui est d'azur aux trois fleurs de lys d'or et en 2 de Savoie, qui est de gueules à la croix d'argent. |
| Héraldique blason noble Jacques de Savoie                                                     | Jacques de Savoie (1450 † 1486), comte de Romond et baron de Vaud de gueules à la croix d'argent à la bordure d'azur chargée de huit besants du second. |
| Armories Savoie Nemours · Armoiries Savoie Nemours 1652                                       | Savoie-Nemours ou Genevois-Nemours (Ducs de Nemours), issus de Philippe de Savoie (1490 † 1533), duc de Nemours, fils de Philippe II, duc de Savoie. Branche éteinte en 1659. écartelé, en 1 et 4 parti au 1 de gueules au cheval effrayé d'argent, au 2 fascé d'or et de sable de huit pièces au cancrelin de sinople posée en bande brochant sur le tout et enté en pointe d'argent à trois bouterolles au bout d'épée faites en croissant de gueules malordonnées, en 2 d'argent semé de billettes de sable au lion de même brochant sur le tout, en 3 de sable au lion d'argent ; sur le tout de gueules à la croix d'argent, brisé d'une bordure endentée d'argent. Henri II de Savoie-Nemours (1625 † 1659), fils cadet d'Henri Ier, suit l'évolution héraldique de la branche aînée, en remplaçant l'écu central de Savoie par un parti entre Savoie et Longueville (son épouse était une Orléans-Longueville) : écartelé, en I contre-écartelé au 1 d'argent à la croix potencée d'or cantonné de quatre croisettes de même, en 2 burelé d'azur et d'argent de dix pièces au lion de gueules armé lampassé et couronné d'or brochant sur le tout, au 3 d'or au lion de gueules armé lampassé et couronné d'azur et au 4 d'argent au lion de gueules armé lampassé et couronné d'or en II grand-quartier parti au 1 de gueules au cheval effrayé d'argent, au 2 fascé d'or et de sable de huit pièces au cancrelin de sinople posée en bande brochant sur le tout et enté en pointe d'argent à trois bouterolles au bout d'épée faites en croissant de gueules malordonnées, en III grand-quartier parti en 1 d'argent semé de billettes de sable au lion de même brochant sur le tout et en 2 de sable au lion d'argent, en IV grand-quartier parti en 1 à cinq point d'or équipolé à quatre points d'azur au 2 d'argent au chef de gueules ; sur le tout parti de gueules à la croix d'argent et d'azur aux trois fleurs de lys d'or brisé d'un lambel à trois pendants d'argent et en cœur d'un bâton de même raccourci et péri en barre. |
| Armoiries de Marie Louise de Savoie Reine Consort d'Espagne                                   | Marie-Louise Gabrielle de Savoie (1688 † 1714), fille du duc de Savoie Victor-Amédée II, mariée en 1701 à Philippe V d'Espagne (1783 † 1746) Deux écus accolés : celui des cupé : en chef parti en 1 écartelé en 1 et 4, de gueules au château d'or ouvert et ajouré d'azur et en 2 et 3 d'argent au lion de gueules armé, lampassé et couronné d'or enté en pointe d'argent à une pomme grenade de gueules, tigée et feuilleté de sinople; 2 parti en 1 d'or à quatre pals de gueules et en 2 écartelé en sautoir d'or aux quatre pals de gueules et d'argent à l'aigle de sable;II, tigée et feuilleté de sinople et en pointe écartelé en 1 de gueules à la fasce d'argent; 2, d'azur semé de fleurs de lys d'or à la bande componée d'argent et de gueules, en 3 bandé d'or et d'azur de six pièces, à la bordure de gueules 4, de sable au lion d'or, armé et lampassé de gueules; enté en pointe parti d'or au lion de sable armé, couronné et lampassé de gueules et d'argent à l'aigle éployé de gueules, membré et becqué d'or;sur le tout d'azur aux trois fleurs de lys d'or à la bourdure de gueules et celui de Savoie, écartelé, en I contre-écartelé au 1 d'argent à la croix potencée d'or cantonné de quatre croisettes de même, en 2 burelé d'azur et d'argent de dix pièces au lion de gueules armé lampassé et couronné d'or brochant sur le tout, au 3 d'or au lion de gueules armé lampassé et couronné d'azur et au 4 d'argent au lion de gueules armé lampassé et couronné d'or en II grand-quartier parti au 1 de gueules au cheval effrayé d'argent, au 2 fascé d'or et de sable de huit pièces au cancrelin de sinople posée en bande brochant sur le tout et enté en pointe d'argent à trois bouterolles au bout d'épée faites en croissant de gueules malordonnées, en III grand-quartier parti en 1 d'argent semé de billettes de sable au lion de même brochant sur le tout et en 2 de sable au lion d'argent, en IV grand-quartier parti en 1 à cinq point d'or équipolé à quatre points d'azur au 2 d'argent au chef de gueules ; sur le tout d'argent, à la croix de gueules, cantonnée de quatre têtes de maures de sable, tortillées d'argent ; sur le tout du tout de gueules à la croix d'argent.[réf. nécessaire] |
| Armoiries de Savoie-Carignan · Armoiries de Savoie Carignan 1656                              | Savoie-Carignan (Princes de Carignan), issus de Thomas de Savoie (1599 † 1656), prince de Carignan et Grand-maître de France, fils de Charles Emmanuel Ier, duc de Savoie. Thomas de Savoie, prince de Carignan : écartelé, en I contre-écartelé au 1 d'argent à la croix potencée d'or cantonné de quatre croisettes de même, en 2 burelé d'azur et d'argent de dix pièces au lion de gueules armé lampassé et couronné d'or brochant sur le tout, au 3 d'or au lion de gueules armé lampassé et couronné d'azur et au 4 d'argent au lion de gueules armé lampassé et couronné d'or en II grand-quartier parti au 1 de gueules au cheval effrayé d'argent, au 2 fascé d'or et de sable de huit pièces au cancrelin de sinople posée en bande brochant sur le tout et enté en pointe d'argent à trois bouterolles au bout d'épée faites en croissant de gueules malordonnées, en III grand-quartier parti en 1 d'argent semé de billettes de sable au lion de même brochant sur le tout et en 2 de sable au lion d'argent, en IV grand-quartier parti en 1 à cinq point d'or équipolé à quatre points d'azur au 2 d'argent au chef de gueules ; sur le tout de gueules à la croix d'argent à la bordure endentée d'argent. Armes portées ensuite par: - Emmanuel-Philibert (1628 † 1709), prince de Carignan - Eugène-Maurice de Savoie-Carignan (1635 † 1673), comte de Soissons et de Dreux Son fils remplace l'écu central par un parti de Savoie et de Bourbon-Conti (la famille de sa mère) : écartelé, en I contre-écartelé au 1 d'argent à la croix potencée d'or cantonné de quatre croisettes de même, en 2 burelé d'azur et d'argent de dix pièces au lion de gueules armé lampassé et couronné d'or brochant sur le tout, au 3 d'or au lion de gueules armé lampassé et couronné d'azur et au 4 d'argent au lion de gueules armé lampassé et couronné d'or en II grand-quartier parti au 1 de gueules au cheval effrayé d'argent, au 2 fascé d'or et de sable de huit pièces au cancrelin de sinople posée en bande brochant sur le tout et enté en pointe d'argent à trois bouterolles au bout d'épée faites en croissant de gueules malordonnées, en III grand-quartier parti en 1 d'argent semé de billettes de sable au lion de même brochant sur le tout et en 2 de sable au lion d'argent, en IV grand-quartier parti en 1 à cinq point d'or équipolé à quatre points d'azur au 2 d'argent au chef de gueules ; sur le tout parti de gueules à la croix d'argent et d'azur aux trois fleurs de lys d'or brisé d'un baton de gueules préri en bande et d'une bordure de même. Armes portées ensuite par: - Emmanuel-Philibert (1628 † 1709), prince de Carignan - Eugène-Maurice de Savoie-Carignan (1635 † 1673), comte de Soissons et de Dreux - Louis-Thomas (1657 † 1702), comte de Soissons - Philippe (1659 † 1693), abbé - Louis-Jules (1660 † 1683), dit le Chevalier de Savoie, tué à la bataille de Petronell - Emanuel-Philibert (1662 † 1676), comte de Dreux - Eugène (1663 † 1736), général des armées impériales |
| Blason augmenté d'Eugène de Savoie-Carignan · Armoiries augmentés d'Eugène de Savoie-Carignan | François Eugène de Savoie-Carignan (1663 † 1736), général des armées impériales. Blason « augmenté » d'Autriche. parti de écartelé, en I contre-écartelé au 1 d'argent à la croix potencée d'or cantonné de quatre croisettes de même, en 2 burelé d'azur et d'argent de dix pièces au lion de gueules armé lampassé et couronné d'or brochant sur le tout, au 3 d'or au lion de gueules armé lampassé et couronné d'azur et au 4 d'argent au lion de gueules armé lampassé et couronné d'or en II grand-quartier parti au 1 de gueules au cheval effrayé d'argent, au 2 fascé d'or et de sable de huit pièces au cancrelin de sinople posée en bande brochant sur le tout et enté en pointe d'argent à trois bouterolles au bout d'épée faites en croissant de gueules malordonnées, en III grand-quartier parti en 1 d'argent semé de billettes de sable au lion de même brochant sur le tout et en 2 de sable au lion d'argent, en IV grand-quartier parti en 1 à cinq point d'or équipolé à quatre points d'azur au 2 d'argent au chef de gueules ; sur le tout de gueules à la croix d'argent à la bordure endentée d'argent, et du coupé en chef parti en 1 écartelé en 1 et 4, de gueules au château d'or ouvert et ajouré d'azur et en 2 et 3 d'argent au lion de gueules armé, lampassé et couronné d'or, en 2 parti en 1 d'or à quatre pals de gueules et en 2 écartelé en sautoir d'or aux quatre pals de gueules et d'argent à l'aigle de sable, accompagné en pointe d'argent à une pomme grenade de gueules, tigée et feuilleté de sinople, sur le tout d'argent aux cinq écus d'azur disposés en croix, chaque écu chargé de douze besants d'argent et en pointe écartelé en 1 de gueules à la fasce d'argent, en 2 d'azur semé de fleurs de lys d'or à la bande componée d'argent et de gueules, en 3 bandé d'or et d'azur de six pièces, à la bordure de gueules et en 4 de sable au lion d'or, armé et lampassé de gueules, sur le tout parti d'or au lion de sable armé, couronné et lampassé de gueules et d'argent à l'aigle éployé de gueules, membré et becqué d'or,. |
| Armoiries de Savoie-Carignan-Soissons                                                         | comtes de Soissons, issus d'Eugène Maurice de Savoie (1635 † 1673), fils de Thomas de Savoie (1599 † 1656), prince de Carignan. de gueules à la croix d'argent à la bordure endentée d'argent. |
| Blason du duché de Gênes · Armoiries de Savoie-Gênes                                          | ducs de Gênes, issus de Ferdinand de Savoie (1822 † 1855), duc de Gênes, fils de Charles-Albert, roi de Sardaigne. de gueules à la croix d'argent à la bordure componée d'argent et de gueules. |
| Blason du duché d'Aoste · Armoiries de Savoie Aoste · Armoiries d'Amédée d'Espagne            | ducs d'Aoste, issus d'Amédée de Savoie (1845 † 1890), duc d'Aoste et brièvement roi d'Espagne, fils de Victor-Emmanuel II, roi d'Italie. Ducs d'Aoste : de gueules à la croix d'argent à la bordure componée d'or et d'azur. Amédée Ier, roi d'Espagne : écartelé en 1 de gueules au château d'or ouvert et ajouré d'azur, en 2 d'argent au lion de pourpre armé, lampassé et couronné d'or, en 3 d'or à quatre pals de gueules et en 4 de gueules aux chaînes d'or posées en orle, en croix et en sautoir, chargées en cœur d'une émeraude au naturel, accompagné en pointe d'argent à une pomme grenade de gueules, tigée et feuilleté de sinople ; sur le tout de gueules à la croix d'argent et à la bordure componée d'or et d'azur. |

## Personnalités (cadets) et branches bâtardes
| Figure                                                                        | Nom du prince et blasonnement |
|                                                                               | Louis Ier de Savoie (1250/53-1302/03), baron de Vaud Un aigle éployé de sable, becqué et membre de gueules, brisé d'un lambel à 5 pendants de gueules. |
| Blason d'Humbert de Savoie                                                    | Humbert de Savoie (v. 1378 † 1443), comte de Romont, fils d’Amédée VII de Savoie dit « le comte rouge » De gueules à la croix d'argent chargée de cinq croissant d'azur, une cotice en barre brochant sur le tout. |
| Blason de Louis de Savoie-Achaïe · Blason de Savoie-Raconis                   | Louis de Savoie-Raconis (1391 – 1459), dit « bâtard d'Achaïe », seigneur de Raconis, maréchal de Savoie, fils de Louis de Savoie-Achaïe, prince du Piémont (branche cadette Savoie-Raconis (it)) De Savoie brisé d'un filet de sable en barre ou plus simplement les couleurs des Savoie De gueules à la croix d'argent. L'Armorial et nobiliaire de l'ancien duché de Savoie donne quant à lui de gueules à la croix d'argent chargée de cinq croisettes d'azur,. |
| Blason de Savoie Achaie · Blason de Savoie-Raconis                            | Savoie-Raconis (it), seigneurs de Raconis (Racconigi), issus de Louis de Savoie-Raconis, bâtard d'Achaïe, fils naturel de Louis de Piémont (ou Louis de Savoie-Achaïe). Samuel Guichenon indique de Savoie au bâton d'azur brochant sur le tout qui est de Savoie-Achaïe, en précisant qu'il chargeait parfois la croix de cinq croisettes, mais ces successeurs par permission du duc Louis prennent les armes des princes d'Achaïes de Savoie au bâton d'azur brochant sur le tout Samuel Guichenon indique également de gueules à la croix d'argent, chargée de cinq croisettes d'azur, à la cotice du champ |
| Héraldique couronne comte français · Blason de René de Savoie le Grand Bâtard | René, dit le Grand Bâtard de Savoie (v. 1470 † 1520), comte de Villars (1497) et de Tende (1501). (branche cadette de Savoie-Villars ou Savoie-Tende) Écartelé: aux 1 et 4, de gueules, à la croix d'argent (Savoie); aux 2 et 3, contre-écartelé, a) et d) de gueules, à l'aigle bicéphale éployée d'or, b) et c) de gueules, au chef d'or (Lascaris) ; au bâton d'azur péri en bande brochant sur les quatre quartiers. |
| Blason de Savoie-Tende                                                        | Savoie-Villars (it) ou Savoie-Tende écartelé : au 1) et au 4) de gueules à la croix d'argent, à la traverse de sable brochant sur le tout, au 2) et au 3) contre-écartelé : au 2-1), au 2-4) de gueules au chef d'or, au 3-2 ) et au 3-3) d'or à l'aigle bicéphale de sable |
| Couronne héralique marquis français · Blason d'Honnorat II de Savoie          | Honorat II de Savoie, fils du précédent, (1511 † 1580), comte puis marquis de Villars (1565). Écartelé: aux 1 et 4, de gueules, à la croix d'argent (Savoie); aux 2 et 3, contre-écartelé, a) et d) de gueules, à l'aigle bicéphale éployée d'or, b) et c) de gueules, au chef d'or (Lascaris). ou selon Guichenon De gueules à la croix d'argent avec pour brisure « une moucheture d'hermine posée [...], sur la branche supérieur de la croix d'argent », |